# Música de Sudán

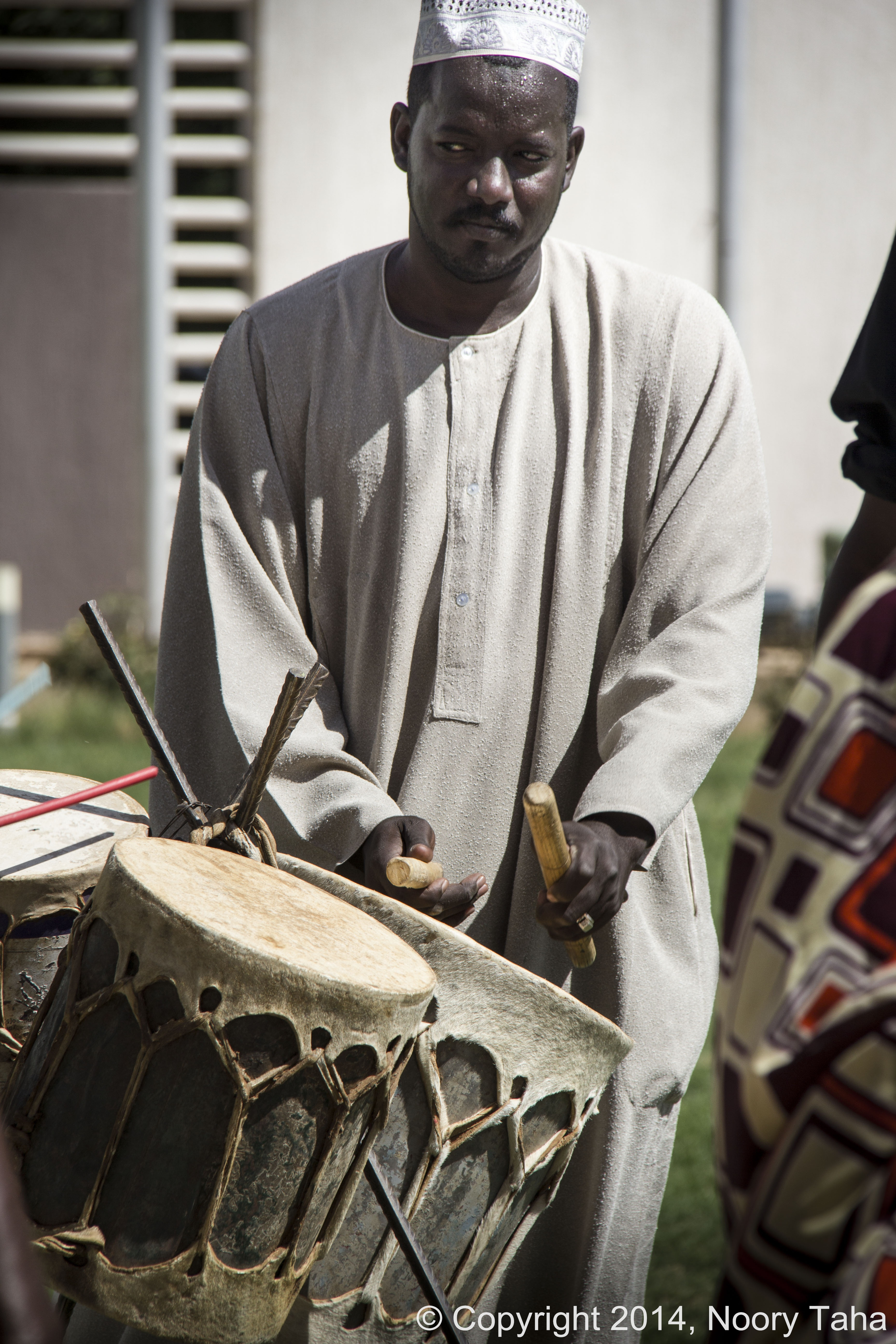
Un hombre tocando tambores sudaneses tradicionales.

La rica y variada música de Sudán está compuesta por raíces rurales tradicionales de África Oriental, así como por influencias árabes, occidentales u otras africanas en la música popular urbana desde principios del siglo XX. Desde el establecimiento de ciudades como Jartum como crisol de personas de diversos orígenes, su patrimonio cultural y sus gustos han dado forma a numerosas formas de música popular moderna. En el mundo globalizado de hoy, la creación y el consumo de música a través de la televisión por satélite o en Internet es una fuerza motriz para el cambio en Sudán, popular tanto entre el público local como entre los sudaneses que viven en el extranjero.
Incluso después de la secesión del Sudán del Sur en 2011, el Sudán de hoy es muy diverso, con más de quinientos grupos étnicos repartidos por todo el territorio del país, lo que lo convierte en el tercer país más grande de África. Las culturas de sus grupos étnicos y sociales han estado marcadas por el complejo legado cultural, que se remonta a la difusión del Islam, así como por el patrimonio cultural indígena africano. Aunque algunos de los grupos étnicos todavía mantienen su propio idioma africano, la mayoría de los sudaneses de hoy en día hablan el dialecto árabe sudanés distintivo del idioma árabe.
Debido a su ubicación geográfica en África Oriental, donde la cultura africana, árabe, cristiana e islámica han conformado las identidades de las personas, y en el cinturón sur de la región del Sahel, Sudán ha sido una encrucijada cultural entre el norte, el este y el oeste de África, así como la península arábiga, durante cientos de años. Por lo tanto, tiene una cultura musical rica y muy diversa, que va desde la música folclórica tradicional a la música popular urbana sudanesa del siglo XX y hasta la música popular africana de influencia internacional de hoy en día. A pesar de las restricciones religiosas y culturales hacia la música o la danza en la vida pública durante la historia reciente, las tradiciones musicales siempre han gozado de gran popularidad entre la mayoría de los sudaneses. Incluso en épocas de amplias restricciones de la vida pública o de la celebración de bodas y otros eventos sociales, la música y la danza siempre han formado parte de la vida cultural en el Sudán.

## Música folclórica y otras formas musicales tradicionales

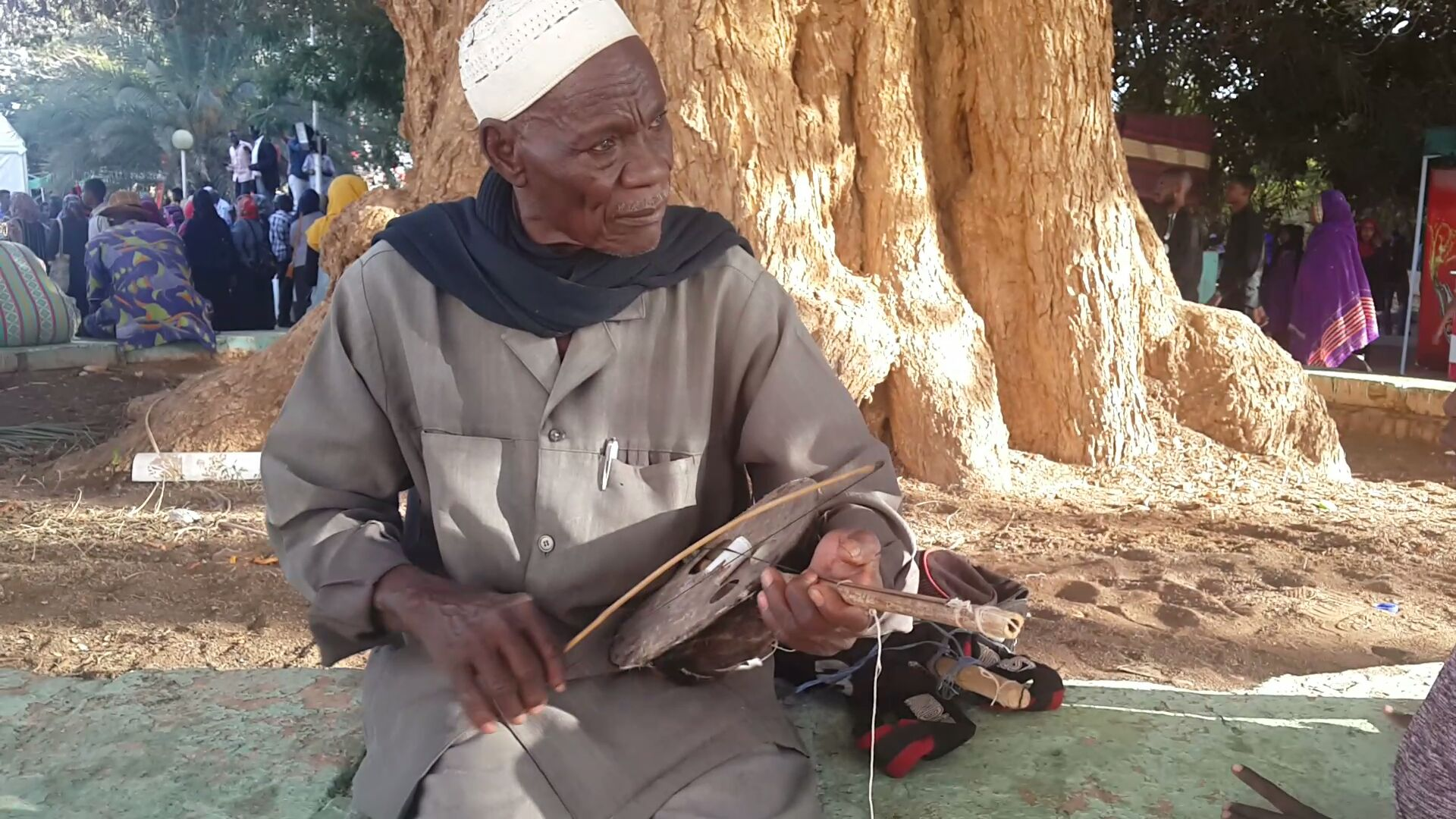
Músico sudanés tocando música folklórica.

Como en otras regiones africanas, los estilos musicales tradicionales de Sudán son antiguos, ricos y diversos, con diferentes regiones y grupos étnicos que tienen muchas tradiciones musicales distintas. La música en África siempre ha sido muy importante como parte integral de la vida religiosa y social de las comunidades. Las canciones, la danza y la música instrumental se usan en rituales y ceremonias sociales como bodas, ritos de circuncisión o para acompañar las largas caminatas en camello de los beduinos. La música tradicional ha sido transmitida de generación en generación por músicos consumados a las generaciones más jóvenes y no ha sido escrita, excepto en los últimos tiempos por músicos formados o etnomusicólogos.
La música de Sudán tiene una fuerte tradición de expresión lírica que utiliza metáforas oblicuas, habla del amor, de la historia de una tribu o de la belleza del país. El tambor, instrumento más típico de África Oriental, fue tradicionalmente utilizado por muchos cantantes como acompañamiento habitual, pero ha sido sustituido en gran medida en el siglo XX por el laúd árabe. Los tambores, las palmas y la danza son otros elementos importantes de la música tradicional, así como otros instrumentos tradicionales africanos, como xilófonos, flautas o trompetas. Un ejemplo de ello son las elaboradas trompetas de calabaza de madera, llamadas al Waza, que tocan las tribus del Estado de Nilo Azul. En contraste con la música árabe tradicional, la mayoría de los estilos de música sudanesa son  pentatónicos, y los golpes simultáneos de percusión o el canto en polirritmos son una de las características más destacadas de la música sudanesa subsahariana.
En muchos grupos étnicos, las mujeres distinguidas desempeñan un papel importante en la celebración social de las virtudes y la historia de una tribu. En su informe sobre las cantantes de Darfur, la etnomusicóloga Roxane Connick Carlisle relata su trabajo de campo durante la década de 1960 en tres grupos étnicos. Describe los rasgos comunes de esos bardos femeninos de las tribus Zaghawa, Fur y Baggara de la siguiente manera:

Su carácter personal debe haberse ganado el respeto de su gente, antes de que pueda ser aceptable funcionalmente como alguien con poder para trasladar sus pensamientos y sus reacciones emocionales a las áreas que dirige. Debe ser reconocida como la cantante más inteligente e ingeniosa; a menudo debe encarnar la idea de la atracción física, y en particular debe tener el don de la poesía y la improvisación, todo ello englobado en una persona de porte digno.
Roxane Connick Carlisle.Women Singers in Darfur, Sudan Republic (1976), p. 266

### Derviches y los rituales de zikr como formas religiosas de recitación y danza

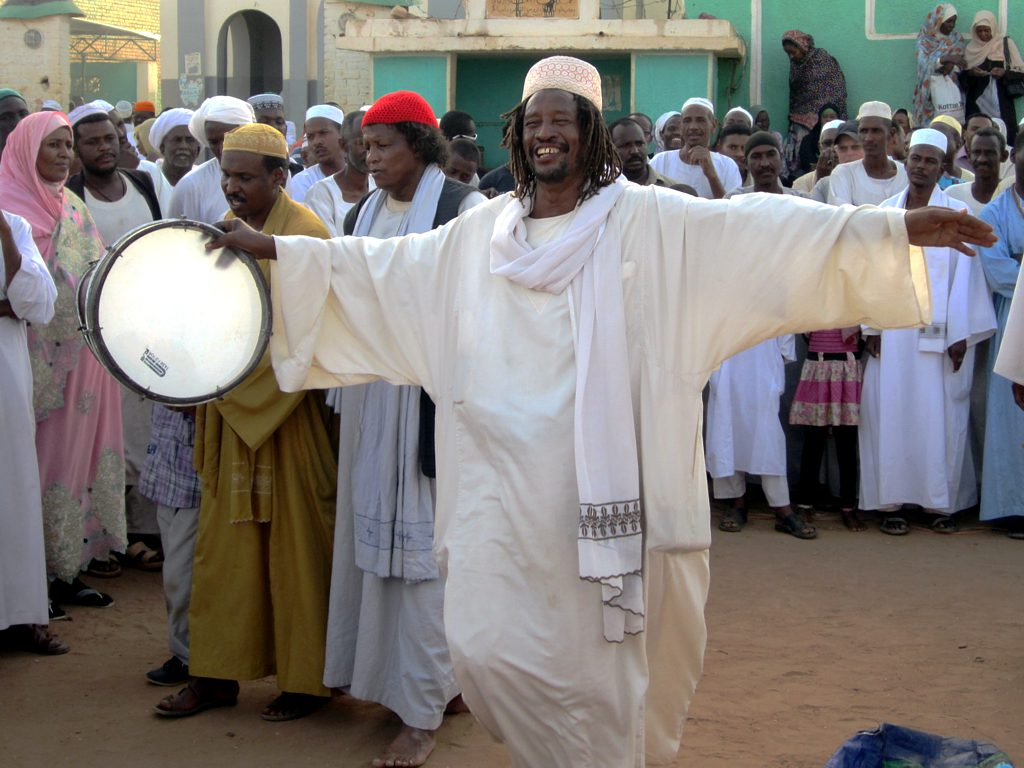
Un sufi derviche tamborilea a la multitud del viernes por la tarde en la tumba del jeque Hamed el-Nil en Omdurman.

Las numerosas hermandades de derviches sufíes son grupos religiosos y místicos que utilizan las oraciones, la música y la danza ritual para lograr un estado alterado de conciencia en una tradición llamada Dhikr. Al igual que en otras comunidades islámicas, las prominentes órdenes sufíes de Sudán participan en ceremonias rituales de Dhikr que no son consideradas por los fieles como actuaciones musicales, sino como una forma de oración. Cada orden o linaje tiene una o más formas de Dhikr, cuya liturgia puede incluir la recitación, el acompañamiento instrumental de tambores, la danza, los trajes, el incienso y, a veces, conducir al éxtasis y al trance. Los rituales de Dhikr se celebran con mayor frecuencia los viernes por la tarde, como el que está ante la tumba de Sheikh Hamed el-Nil en Omdurman. Una forma tradicional de exorcizar espíritus malignos de individuos poseídos son las actuaciones musicales de las reuniones de mujeres llamadas zār.

## Música popular y pop moderna
Desde principios de la década de 1920 en adelante, la radio, los discos, el cine y la televisión han contribuido al desarrollo de la música popular sudanesa mediante la introducción de nuevos instrumentos y estilos. Como Sudán fue administrado como un condominio anglo-egipcio de 1899 a 1955, las bandas militares británicas han dejado su huella, especialmente a través de la formación musical de los soldados sudaneses y de la introducción de instrumentos de metal occidentales o incluso de la gaita escocesa. Hasta hoy, estas bandas de música representan un elemento característico en los desfiles del Día de la Independencia u otras celebraciones oficiales.

## Los años 20 - El Haqibah y los orígenes de la música moderna sudanesa
La música sudanesa moderna tiene sus raíces en la música de estilo haqibah. Se originó a principios de la década de 1920, y originalmente se derivó de los elogios islámicos del profeta, conocido como madeeh. Haqibah es esencialmente un estilo vocal armónico, con percusión proveniente del riq tipo pandereta y de otros instrumentos. Ocasionalmente, se utilizan instrumentos tonales como el piano y el qanun (un instrumento de cuerda).

El Haqiba, es una colección grande y algo mal definida de canciones sudanesas de mediados del siglo XX, que combina palabras y canciones de poetas y músicos sudaneses y no sudaneses. El nombre proviene del «maletín» que el presentador de radio Ahmed Osman usó para llevar los registros y del cual seleccionó las diferentes pistas para reproducir en su programa de radio en la década de 1920. Con el tiempo, estas canciones se convirtieron en el elemento básico de la música sudanesa, con cada nueva introducción de género en comparación con estas canciones «originales» y «auténticas».

## Desde los años 30 hasta los años 50 - Auge de la música popular a través de los discos, la radio y las salas de música
En la década de 1930, varias compañías de música abrieron en Sudán, entre ellas la compañía musical Gordon Memorial College, que incluía a Mohamed Adam Adham, cuya Adhamiya fue una de las primeras composiciones formales sudanesas, y todavía se toca a menudo.
Los primeros pioneros fueron en su mayoría cantautores, incluido el prolífico Abdel Karim Karouma, autor de varios cientos de canciones, los innovadores Ibrahim al-Abadi y Khalil Farah, que participó activamente en el movimiento de independencia de Sudán. Al-Abadi era conocido por un estilo poco ortodoxo de fusionar la tradición de la poesía de bodas con la música. Otros compositores de la época incluyeron a Mohammed Ahmed Sarror, Al-Amin Burhan, Mohamed Wad Al Faki y Abdallah Abdel Karim. Al Faki fue uno de los muchos músicos del área alrededor de Kabou-shiya, una región conocida por su música folklórica.
La música popular sudanesa evolucionó hasta convertirse en lo que generalmente se conoce como «post-Haqibah», un estilo que dominó en las décadas de 1940, 1950 y 1960. Este período se caracterizó por la introducción de instrumentos tonales tanto de Oriente como de Occidente, como el violín, el acordeón, el laúd, la tabla y el bongó. Se creó un estilo de big band que reflejaba las tendencias del mundo occidental. El post-haqibah, como el haqibah, se basaba en la escala pentatónica.  El haqibah mezclado con elementos egipcios y europeos se llama al-aghani al-hadith (canciones modernas). 
En la década de 1940 se produjo una afluencia de nuevos nombres debido al auge de los programas de radio en directo en «Radio Omdurman». Entre los primeros en actuar se encontraban Ismail Abdul Mennen, Hassan Atya y Ahmed al Mustafa. Ismael Abdul Queen fue un pionero que se esforzó por adaptarse a las nuevas condiciones y abandonó el viejo estilo. Le siguió un cantautor llamado Ahmed Ibrahim Falah. Pero ambos fueron pronto superados por Ibrahim al Kashif, que llegó a ser conocido como el «Padre del canto moderno». Al Kashif comenzó a cantar bajo la influencia de Haj Mohamed Ahmed Sarour y se apoyó en lo que el pionero del canto sudanés Abdel-Karim Karouma había iniciado, renovando estos estilos de canto popular. Para las actuaciones en vivo, había también dos salas de baile en Jartum, la de St James y la Gordon Music Hall.

## Desde los años 60 hasta los 80 - Influencia internacional de la música pop occidental y africana
En la década de 1960, las estrellas pop estadounidenses se hicieron famosas, lo que tuvo un profundo efecto en los músicos sudaneses como Osman Alamu e Ibrahim Awad, este último se convirtió en el primer músico sudanés en bailar en el escenario.  Bajo estas influencias, la música popular sudanesa experimentó una mayor occidentalización, con la introducción de guitarras e instrumentos de metal; las guitarras venían del sur del país, tocaban como los estilos de guitarra congoleños. La música congoleña como el soukous, así como la rumba cubana, ejerció una profunda influencia en la música popular sudanesa.
El grupo Sharhabil y His Band introdujeron un cambio importante en la música sudanesa moderna, formado por un grupo de amigos de Omdurmán: Sharhabil Ahmed, Ali Nur Elgalil Farghali, Kamal Hussain, Mahaddi Ali, Hassan Sirougy y Ahmed Dawood. Introdujeron ritmos modernos relacionados con el pop occidental y la música soul, utilizando por primera vez guitarras eléctricas, contrabajo e instrumentos de metal, con énfasis en la sección de ritmo. Las letras también eran poéticas y populares. Hasta la década de 2010, la banda de Sharhabil ha sido uno de los principales nombres de la música sudanesa, actuando tanto en casa como a nivel internacional.
A partir de la década de 1940, las cantantes se hicieron socialmente aceptables con el ascenso de Mihera bint Abboud, Um el Hassan el Shaygiya y Aisha al Falatiya, quien en 1943 fue la primera mujer en cantar en la radio sudanesa. Durante los años 60, una ola de dúos vocales femeninos se hizo prominente. Una banda compuesta por tres hermanas llamadas Al Balabil, se formó a principios de la década de 1970 y se hizo muy popular en todo el este de África. La década de 1980 también vio el surgimiento de Hanan Bulu-Bulu, una cantante cuyas actuaciones fueron sensuales y provocativas; finalmente fue detenida por las autoridades e incluso golpeada por intransigentes.
Géneros populares internacionales como la música occidental de baile, el rock o la música pop y la música afroamericana, han tenido un efecto profundo en la música moderna de Sudán. Como en otros países africanos, uno de los géneros más populares fueron las bandas de música militares británicas. Tocar en tales bandas atrajo a muchos jóvenes reclutas, que luego llevaron el estilo musical y los instrumentos a la música popular. El resultado fue una especie de música danza, denominada jazz (sudanesa), no relacionada con el estilo estadounidense de jazz , pero similar a estilos modernos análogos en todo el este de África. Los líderes prominentes de la banda en esta época incluyen a Abdel Gadir Salim y Abdel Aziz El Mubarak, quienes han alcanzado cierta fama internacional con la distribución de sus álbumes. En retrospectiva, los años 70 y 80 fueron llamados «La edad de oro de la música popular sudanesa». Este período se documentó en 2018, cuando investigadores de Estados Unidos y Alemania buscaban grabaciones todavía existentes de esa época. Fuera de esta investigación, varios discos digitalizados de la música popular de Sudán, incluyendo estrellas como Abdel El Aziz Al Mubarak, Kamal Tarbas, Khojali Osman, Hanan Bulu Bulu, Samira Dunia y, el más famoso, Mohammed Wardi se han publicado, y pueden ser escuchados en línea.

## La década de 1990 hasta la década de 2000 - Restricciones a través de la sharia y la decadencia de la música popular

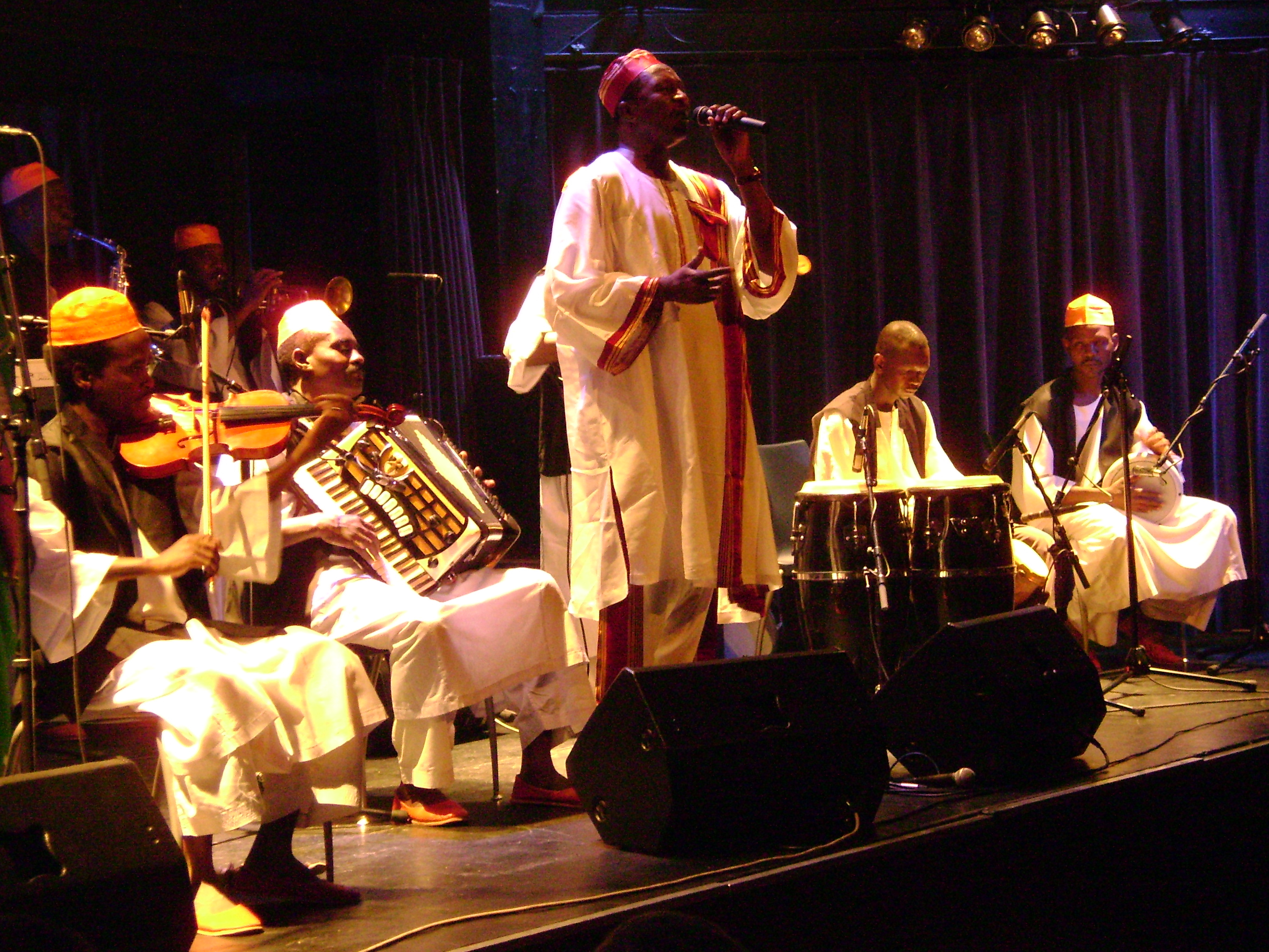
El popular cantante Omer Ihsas y sus Mensajeros de la Paz de Darfur.

Después del golpe de Estado en Sudán de 1989, la imposición de la ley islámica por parte de un gobierno islamista provocó el cierre de salas de música y conciertos al aire libre, así como muchas otras restricciones para los músicos y sus audiencias. Muchos de los músicos o escritores más destacados del país fueron excluidos de la vida pública y, en algunos casos, incluso encarcelados, mientras que otros, como Mohammed el Amin, y Mohammed Wardi, se exiliaron en El Cairo u otros lugares. La música tradicional también sufrió, con las ceremonias tradicionales de Zār fueron interrumpidas y los tambores confiscados.
Al popular cantante Abu Araki al-Bakheit, se le prohibió interpretar canciones políticas, pero finalmente logró continuar actuando desafiando a las autoridades. El famoso cantante del sur de Sudán, Yousif Fataki, hizo que Radio Omdurman borrara todas sus cintas. Otros artistas populares modernos de la época incluyen a Abdel Karim el Kabli, con una historia de actuaciones notablemente larga y diversa, Mohammed al Amin y Mohammed Wardi. Hasta este momento, la gran mayoría de los cantantes sudaneses expresaron sus letras en árabe (sudanés), tocando así los sentimientos de su audiencia nacional, así como el creciente número de sudaneses que viven en el extranjero, especialmente en Egipto, Arabia Saudita y el Países del Golfo.
Los músicos internacionales populares en Sudán incluyeron a la superestrella del reggae Bob Marley y al cantante pop estadounidense Michael Jackson, mientras que el funk de James Brown inspiró a artistas sudaneses como Kamal Kayla. La difusión de la música pop internacional a través de la radio, la televisión, las cintas de casete y las grabaciones digitales también inspiró a un número creciente de músicos sudaneses a cantar en idioma inglés, conectando su música con el mundo exterior. Aunque el gobierno desalentó la música, la danza y el teatro, la Facultad de Música y Drama de la Universidad de Sudán en Jartum continuó ofreciendo cursos y títulos, dando así a los jóvenes la oportunidad de estudiar música o teatro.

## Los años 2000 y hasta el presente

### Reggae, hip hop y rap

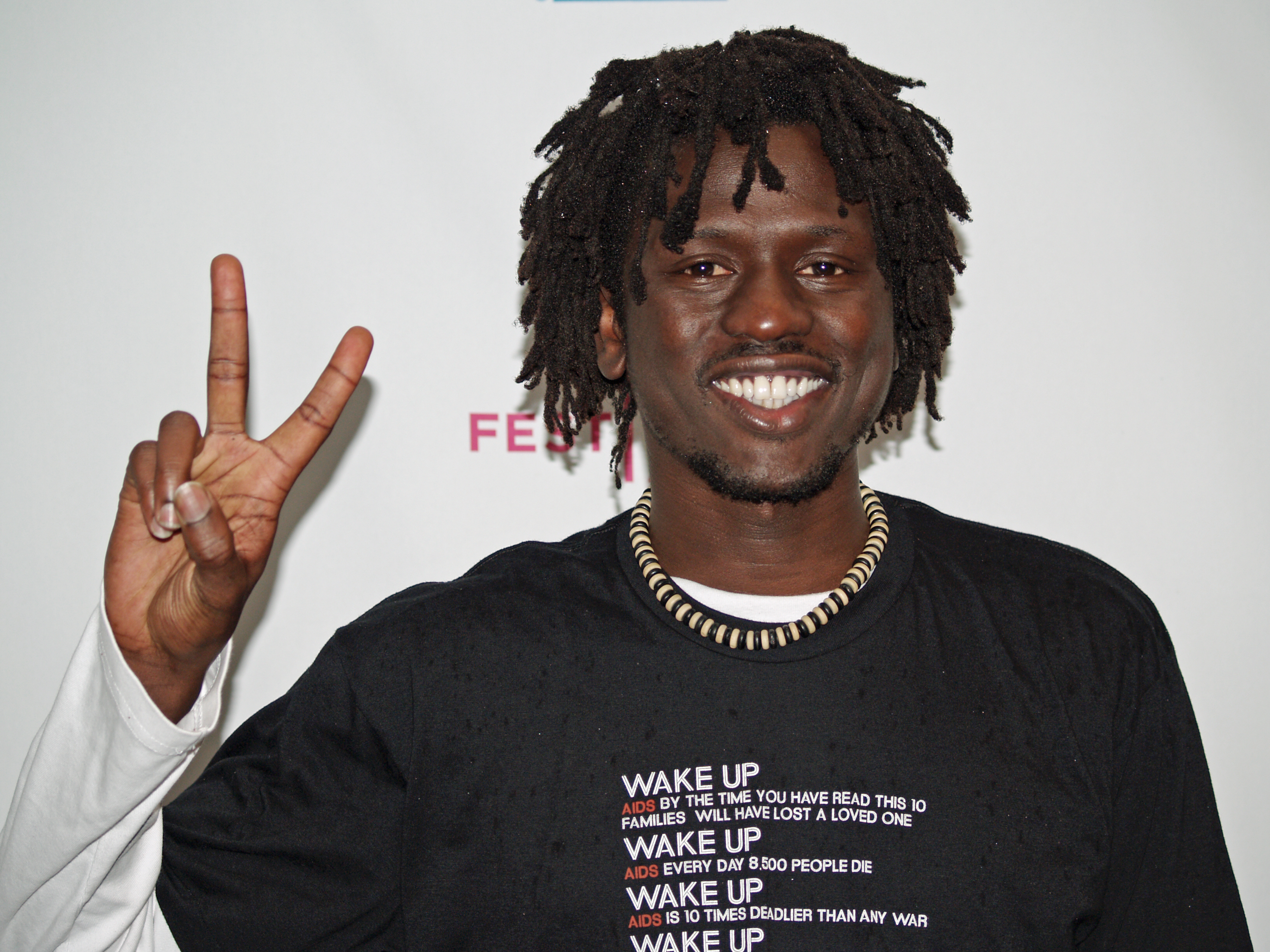
Emmanuel Jal en 2008.

Como en otros países, la música reggae, rap o hip hop combina talentos locales y audiencias internacionales y jóvenes, tanto en presentaciones en vivo como en Internet. Entre otras cuestiones, estas comunidades en Sudán han intentado utilizar el poder subversivo y la inmensa popularidad para pedir la libertad de expresión y la unidad democrática del país. Desde que comenzaron las protestas sudanesas en diciembre de 2018, músicos, poetas y artistas visuales han jugado un papel importante en el movimiento principalmente dirigido por jóvenes. Artistas internacionales, como el extremadamente popular Bangs, que nació en Yuba (Sudán del Sur), ven el género como una vía de paz, tolerancia y comunidad para millones de jóvenes africanos, que son poderosos en número, pero políticamente marginados. Como muestra el ejemplo del cantante de Sudán del Sur, Emmanuel Jal, las letras tienen la capacidad única de llegar incluso a los niños soldados para imaginar un estilo de vida diferente. Según Jimmie Briggs, autor de Innocence Lost: When Child Soldiers Go to War, «Un grupo de música no es un ejército, pero puede transmitir poderosos mensajes sociales antes de que comiencen los problemas».

### Música popular sudanesa delsigloXXI
Desde que la producción de música en los estudios de grabación, utilizando instrumentos modernos y medios digitales, ha estado disponible en Sudán, un número creciente de personas está escuchando estaciones de radio privadas en línea o viendo videoclip. Como en otros países con restricciones a la libertad de expresión, el uso de teléfonos inteligentes ofrece especialmente a las personas jóvenes, urbanas y educadas, y lo más importante, a las mujeres sudanesas, un espacio relativamente seguro para el intercambio con sus amigos o parientes lejanos, así como acceso a muchas fuentes de entretenimiento, aprendizaje o información general.

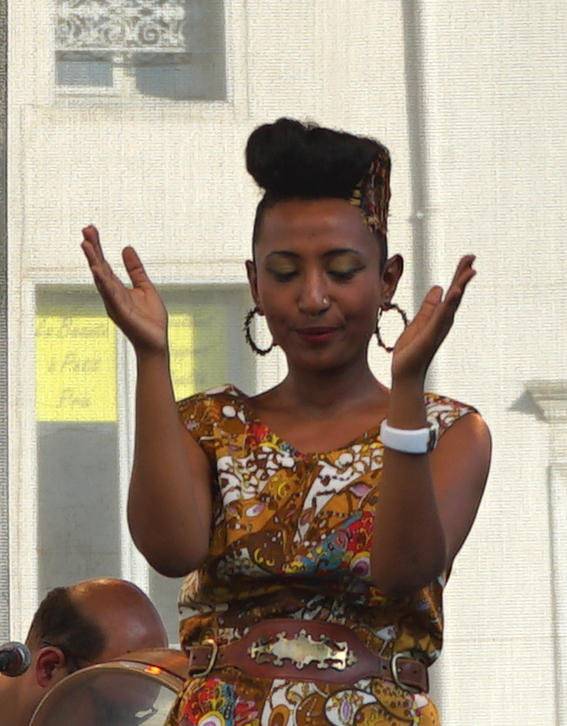
La cantante Alsarah en 2015.

Hasta la Revolución sudanesa de 2018/2019, el Ministerio de Cultura y la policía tenían que obtener el permiso para conciertos públicos, y después de las 11 p. m., todos los eventos públicos tenían que finalizar. Como el público en su mayoría joven no tenía suficiente dinero para pagar las entradas, la mayoría de los conciertos, por ejemplo, en el Teatro Nacional de Omdurman, el jardín del Museo nacional de Sudán o el estadio deportivo Green Yard en Jartum, se ofrecieron de forma gratuita. También se organizaron actuaciones musicales en las instalaciones de los centros culturales franceses, alemanes o británicos, dando a los artistas jóvenes la oportunidad de actuar en un entorno protegido. Talleres con artistas visitantes o festivales como el Festival Internacional de Música Sama, han brindado oportunidades a los jóvenes músicos sudaneses para mejorar sus habilidades y experiencia. Los artistas locales famosos de esta época son Igd el Galad, Nancy Ajaj o Aswat al Madina, todos ellos cantando letras más o menos obvias sobre su amor al país, que afirman como su herencia y futuro, a pesar del gobierno gobernante. Como miembros del importante grupo de sudaneses que viven en el extranjero, la cantante Alsarah & The Nubatones o las canciones de Oddisee son ejemplos de músicos nacidos en Sudán en los Estados Unidos. Que, gracias a Internet, también tienen sus seguidores en su país. Otro popular músico sudanés expatriado es Sammany Hajo, con sede en Catar.
Después de sus estudios musicales en la Universidad Ahfad para Mujeres en Omdurman, así como participando en talleres y conciertos en el instituto cultural alemán local en Jartum, una banda de mujeres jóvenes llamada Salute yal Bannot, se hizo conocida en 2017. Su canción African Girl, obtuvo más de 100,000 clics únicamente en YouTube y les valió una invitación para el popular programa de música Arabs Got Talent en Beirut. Después de que la banda se disolvió, su cantante, compositora y teclista Hiba Elgizouli está siguiendo su propia carrera, también produciendo videos musicales artísticos.
Otro ejemplo musical de artistas sudaneses que celebran las muchoas caras y roles sociales de las mujeres en el Sudán de hoy es el popular video musical Sudaniya («Mujer sudanesa») que ha sido visto por más de 6 millones de espectadores en YouTube.